# Ganac
 Ganac  es una población y comuna francesa, en la región de Mediodía-Pirineos, departamento de Ariège, en el distrito de Foix y cantón de Foix-Rural.

## Demografía
| 437 | 434 | 373 | 496 | 579 | 653 |
| Para los censos de 1962 a 1999 la población legal corresponde a la población sin duplicidades (Fuente: INSEE [Consultar]) |     |     |     |     |     |